# 塞卡爾克羅伊茨山
47°38′58.7″N 11°38′54.7″E / 47.649639°N 11.648528°E

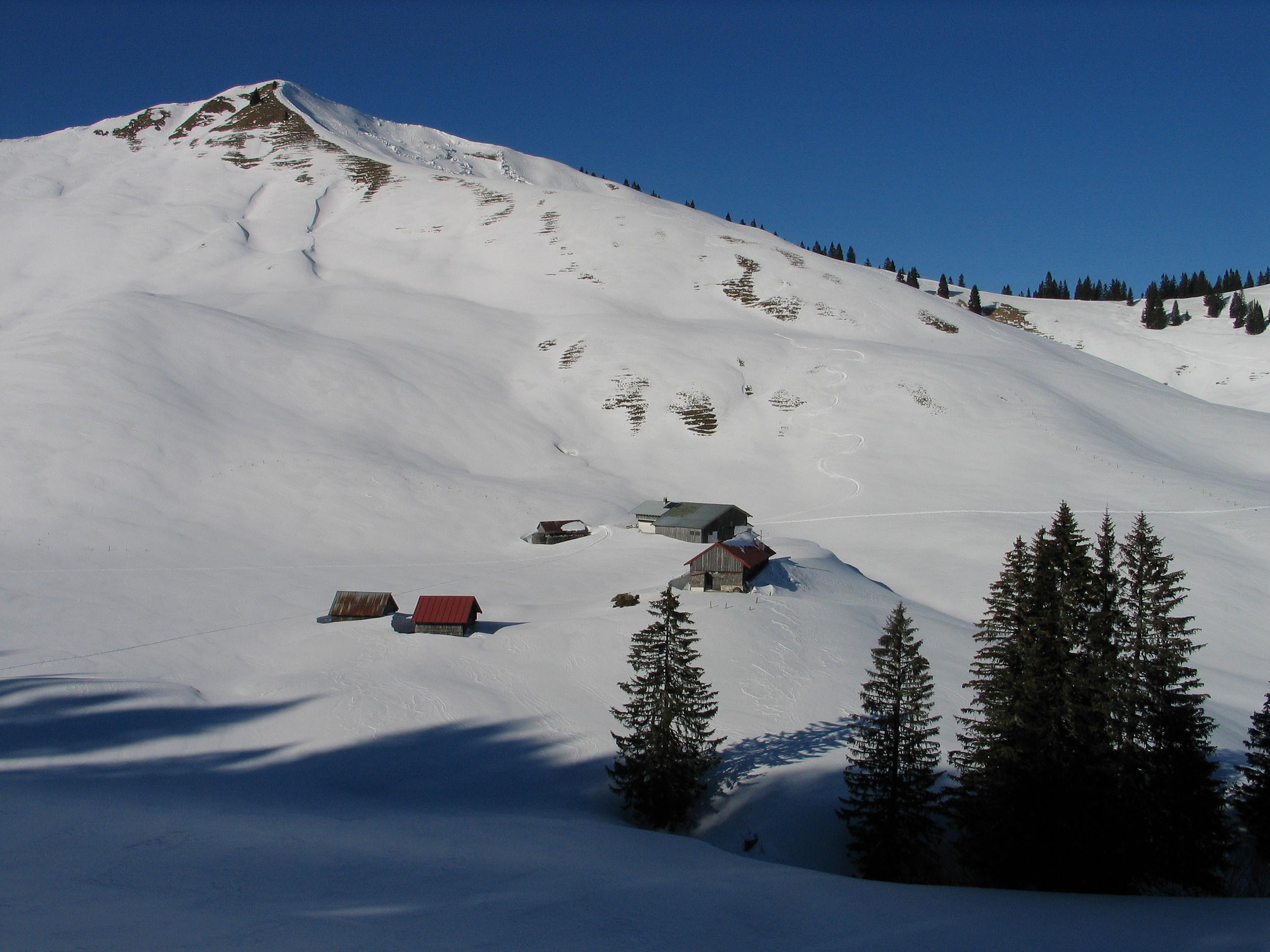

塞卡爾克羅伊茨山（德語：Seekarkreuz），是德國的山峰，位於該國東南部，由巴伐利亞負責管轄，屬於芒法爾山脈的一部分，海拔高度1,601米，每年平均降雨量1,764毫米。